# محمد المطوع بن عبد العزيز آل سعود
الأمير محمد بن عبد العزيز آل سعود هو الأخ الأصغر للأمير سعود الكبير، ويلتقي مع المؤسس الملك عبد العزيز في جده القريب فيصل بن تركي وهو صهـر الملك عبدالعزيز زوج أخته منيرة بنت الإمام عبد الرحمن. كما أن الأمير محمد يلقب بالأمير الزاهد.

## ولادته ونشأته
اسمه هو الأمير محمد بن عبد العزيز بن الإمام سعود بن فيصل بن تركي بن عبد الله بن محمد بن سعود بن محمد بن مقرن بن مرخان بن إبراهيم بن موسى بن ربيعة بن مانع بن ربيعة المريدي، ولد في مدينة حائل عام 1313 هـ ونشأ بها يتيما بعد مقتل والده الأمير عبد العزيز بن سعود بن فيصل آل سعود. والدته هي الأميرة الجوهرة بنت عبد الله بن فيصل بن تركي آل سعود
ذهب مع أخيه سعود الكبير بن عبد العزيز بن سعود آل سعود (الملقب الكبير) إلى مكة المكرمة فوضعهما شريف مكة في الإقامة الجبرية، لكن الأمير سعود تخلص منها ثم تبعه أخوه محمد وقدم الأمير محمد على الملك عبد العزيز وهو في غزوة جراب ففرح به وأرسله إلى الرياض مع ابنه الملك سعود بن عبد العزيز. بدأ الأمير محمد طلبه للعلم والتعلق به في عام 1333 هـ عندما كان مرافقا للملك عبد العزيز في الغزو، فقد لاحظ الأمير محمد المشائخ محمد بن عبد اللطيف آل الشيخ ومحمد بن عبد العزيز آل الشيخ الملقب بالصحابي وغيرهم يقرؤون القرآن الكريم حفظاً عن ظهر قلب، فوقع ذلك في نفسه فمكث مدة في حفظه حتى ختمه، ثم مكث سنة كاملة يختمه كل يوم وفي السنة التالية يختمه كل يومين حتى أتقن حفظه، ثم حفظ عدداً من المختصرات أهمها: كتاب التوحيد وكشف الشبهات للامام محمد بن عبد الوهاب والعقيدة الواسطية لابن تيمية، وزاد المستقنع في الفقه والرحبية في الفرائض واستمر في العلم والتزود منه وقرأ على الشيخ سعد بن عتيق قاضي الرياض وحضر دروسه ثم قرأ على مفتي الديار السعودية الشيخ محمد بن إبراهيم ولزم دروســــه وواظب عليها، وكان الشيخ محمد يعرف له مكانته ويجيب على أسئلته بالتفصيل مما يفيد جميع الحاضرين.
كانت مجالسه مجالس علم وتذكير بالله ووعظ وإرشاد لا تذكر فيها الدنيا وإن ذكرت لا يأبه لها، وكان قد خصص درساً يومياً لتدارس العلم في بيته من بعد صلاة الظهر إلى قرب صلاة العصر، واختار أحد طلبة العلم وهو الشيخ فهد ابن حميّن لملازمته حضرا وسفرا فكان يقرأ عليه ويتباحثان ويتذاكران العلم، حتى قرأ الشيخ على الأمير كتبا عظيمة من كتب أهل الإسلام مثل: جامع البيان وهو تفسير ابن جرير الطبري وهو من أجمع كتب التفسير بالمأثور وأغزرها فائدة وقرأ الصحيحين صحيح البخاري وصحيح مسلم والمسند العظيم للإمام أحمد (أكثر من ثلاثين ألف حديث), وقرأ عليه في الفقه: الكافي وكشاف القناع والشرح الكبير، وأحيانا يقرأ فتاوى شيخ الإسلام ابن تيمية وبعض كتب تلميذه العلامة ابن القيم، وهكــذا في سلسلة مباركة نافعة من كتب أئمة الدعوة السلفية وتلاميذهم وعلماء آل سعود وكتب الوعظ والآداب والتاريخ، وربما قرئ عليه كتب السير والمغازي وفتوح البلدان الإسلامية. كان الأمير محمد حريصا على تقريب الصالحين والأُنس بهم.

## وفاته
توفي عام 1404 هـ في الرياض إثر مرض ألمَّ به عن عمر يناهز الحادية والتسعين عاما وأَمَّ الناس بالصلاة عليه الإمام عبد العزيز بن باز.

## أسرته

### إخوته
- الأمير سعود بن عبد العزيز بن سعود آل سعود
- الأمير فيصل بن عبد العزيز بن سعود بن فيصل آل سعود

### زوجاته
- الأميرة منيرة بنت عبد الرحمن بن فيصل آل سعود - شقيقة الملك عبد العزيز بن عبد الرحمن آل سعود (متوفية) والدة (الأمير سعود ، الأمير عبدالله ، الأمير سعد ، الأميره حصه ، الأميره العنود)
- الأميرة نورة بنت عبد الرحمن بن إسحاق آل الشيخ - الزوجة الوحيدة التي بقيت على ذمته حتى وفاته
- الأميرة الجوهرة بنت عمر آل الشيخ (متوفية)
- الأميرة منيرة بنت عبد اللطيف آل الشيخ
- الاميرة الجازي بنت ناصر بن جعيري بن مرعيد السبيعي .
- الأميرة نورة بنت فراج بن سعود الفطيماني الظهيري السهلي.

بدرة بنت عبدالله الكعبي والدة (الأمير ممدوح، الأميرة فهدة، الأميرة صيته، الأمير عبدالمحسن، الأميرة أسماء)

## أبناؤه

### الذكور
- الأمير سعود بن محمد (متوفي)، وهو أكبر أولاده وابنه البكر.[2] كان متزوج من الأميرة حصة بنت عبد العزيز آل سعود وله من الابناء الأميره خالد ، الأميره البندري ومتزوج من الأميره حصه بنت سعود بن عبدالعزيز آل سعود وله من الأبناء الأمير فيصل (متزوج من الأميرة عتاب بنت سلطان بن عبد العزيز آل سعود)، والأمير سعد (متزوج من الأميرة نوف بنت عبد الرحمن بن عبد العزيز آل سعود).
- الأمير عبد الله بن محمد، (توفى في 10-10-2021م).[3] متزوج من الأميرة نوف بنت عبد العزيز آل سعود، وله من الأبناء الأمير فيصل (متزوج من الأميرة عادلة بنت عبد الله بن عبد العزيز آل سعود)، الأمير تركي (متزوج من الأميرة سارة بنت ماجد بن عبد العزيز آل سعود)، الأمير سعود(متزوج من الاميرة رشا العريني والدة ابنه عبدالله)، الأمير سعد، الأمير محمد، الأميرة فهده (متزوجة من الأمير تركي بن عبدالله بن عبدالرحمن آل سعود)، الأميرة جواهر (متزوجة من الأمير متعب بن عبد الله بن عبد العزيز آل سعود).

- الأمير سعد بن محمد (توفي في مقناص العراق سنة 1406 هـ).متزوج من الأميرة مضاوي بنت عبد العزيز آل سعود، وله من الأبناء:-

1. الأمير تركي بن سعد بن محمد؛ (متوفي؛ الثلاثاء 14 رجب 1435 هـ - 13 مايو 2014م).[4]
2. الأمير عبد العزيز بن سعد بن محمد؛ (متوفي) كان متزوج من الأميرة الجوهرة بنت ناصر بن فهد الفيصل الفرحان آل سعود .
3. الأمير سعود بن سعد بن محمد (متزوج من الأميرة علياء بنت عبد الله) وله من الأبناء الأميرة سرى بنت سعود، والأمير بدر بن سعود متزوج من الأميرة بسمه بنت بندر بن عبدالله بن محمد بن سعود الكبير ).
4. الأمير فيصل بن سعد بن محمد
5. الأمير عبد الله بن سعد بن محمد (متوفي).
6. الأمير محمد بن سعد بن محمد
7. الأمير بندر بن سعد بن محمد. متوفي؛ وصلي عليه يوم الأثنين الموافق 8 / 11 / 1441هـ في مدينة الرياض.[5]
8. الأمير فهد بن سعد بن محمد متزوج من كريمة الأمير سعود بن محمد بن سعود الكبير[6]
9. ومتزوج من الاميرة هند بنت الشيخ عبد العزيز بن عبد الله بن حسن آل الشيخ. (متوفاة)، ولها من الابناء الأمير خالد بن سعد بن محمد.[7]

- الأمير عبد الرحمن بن محمد، الابن الرابع (متوفي). الابن الرابع من أبناء الأمير محمد بن عبد العزيز آل سعود. له من الأبناء الأمير عبد العزيز، الأمير محمد، الأمير سلطان، والأمير سعد.
- الأمير عبد العزيز بن محمد. وله من الأبناء:

1. الأمير محمد بن عبد العزيز بن محمد. متزوج من الأميره ساره الأسعد وله من الأبناء الأمير عبدالعزيز

الأمير فهد 
الأميره نوره 
الأميره نوف
1. الأمير سعود بن عبد العزيز بن محمد[8] (متزوج من كريمة صاحب السمو الأمير سعود بن عبد الله بن ثنيان آل سعود.[9] 10 أبريل 2015م
2. الأمير عبد الله بن عبد العزيز بن محمد.
3. الاميرة أضواء (متوفاة)، صلي عليها يوم الجمعة الموافق 17 / 6 / 1440هـ (فبراير 2019)، بعد صلاة العشاء في جامع الإمام تركي بن عبد الله في مدينة الرياض.[10]

- الأمير سلطان بن محمد. وله من الأبناء الأمير فيصل، الأمير نايف، الأمير خالد، الأمير محمد، الأمير عبد الله، الأمير سعود، والأمير عبد العزيز.
- الأمير فيصل بن محمد.[11] وله من الأبناء الأمير سلطان، الأمير تركي، والأمير محمد، الأميرة نورة متزوجة من الأمير سعود بن محمد بن سلمان بن محمد بن سعود آل سعود .

- الأمير فهد بن محمد. توفي وصلي عليه في يوم الجمعة الموافق 14 / 7 / 1442هـ، في مدينة الرياض.[12]

- الأمير تركي بن محمد.[11]
- الأمير خالد بن محمد.[11]
- الأمير بندر بن محمد. وله من الأبناء الأمير عبد العزيز، والأمير محمد.والامير سعود [13]
- الأمير مشاري بن محمد. وله من الأبناء الأمير محمد، الأمير عبد العزيز (ملقب ب الجسور) ، والأمير فيصل.
- الأمير مقرن بن محمد. (متوفي)
- الأمير نايف بن محمد.[11]
- الأمير الشاعر بدر بن محمد. وله من الأبناء الأمير فهد، الأمير سعد، والأمير فيصل.
- الأمير منصور بن محمد (الملقب بالأمير الأسمر). وله من الأبناء الأمير تركي، واحدى كريماته تزوجت من تركي بن سامي بن محمد الذكير في العام 1433 هـ الموافق 2012 م.[14]
- الأمير ممدوح بن محمد. وله من الأبناء الأمير خالد.
- الأمير سلمان بن محمد. وله من الأبناء الأمير فيصل، والأمير سعود.
- الأمير متعب بن محمد.[11]
- الأمير مشعل بن محمد. وله من الأبناء الأمير نايف، الأمير مساعد، والأمير محمد.
- الأمير ثامر بن محمد.
- الأمير ماجد بن محمد.[11]
- الأمير أحمد بن محمد.
- الأمير الدكتور عبد المحسن بن محمد.[11] وله من الأبناء الأمير سعود، والأمير تركي.

### الإناث
- الأميرة العنود بنت محمد توفيت في تاريخ١٤٤٦/٨/٢٢ هـ
- الأميرة حصة بنت محمد. توفيت في 8 رمضان 1432هـ الموافق 8 أغسطس 2011م عن عمر يناهز 80 عاما، وصلي عليها بعد صلاة عصر الثلاثاء 9 رمضان 1432هـ بجامع الأمير تركي بن عبد الله بالرياض.[15]

- الأميرة نورة بنت محمد. توفيت يوم السبت 03 صفر 1445هـ الموافق 19 أغسطس/آب 2023م، ولم ينشر في بيان الديوان الملكي سن الفقيدة عند وفاتها، وصُلي عليها بعد صلاة العصر يوم الأحد 4 صفر 1445هـ الموافق 20 أغسطس/آب 2023، في جامع الإمام تركي بن عبدالله بمدينة الرياض.[16]
- الأميرة الجوهرة بنت محمد . ولها من الابناء الاميرفهد بن سعد و الشيخ عبدالعزيز بن عبدالمحسن التويجري
- الأميرة منيرة بنت محمد. متزوجه من الأمير فيصل بن تركي بن عبد الله بن سعود بن فيصل آل سعود ولها من الأبناء الأمير تركي.
- الأميرة قماشة بنت محمد.متزوجة من عبدالله بن عبدالعزيز الشميسي ولها من الأبناء الشيخ مقرن و الشيخ سعود والشيخ محمد و الشيخة موضي .
- الأميرة هيا بنت محمد. ولها من الأبناء الاميرسعود والامير خالد ، والامير  عبد الرحمن والاميرة هيفاء و الاميرة الجوهرة .
- الأميرة مضاوي بنت محمد. متزوجة من الأمير تركي بن ثامر بن سعود بن عبد العزيز آل سعود، ولها من الأبناء الأمير فيصل، والأمير سعود.
- الأميرة فهدة بنت محمد. متزوجة من الأمير طلال بن ممدوح بن عبد العزيز آل سعود، ولها من الأبناء الأمير تركي، والأمير سعود.
- الأميرة صيتة بنت محمد. متزوجة من الأمير خالد بن سلمان بن محمد بن سعود بن فيصل آل سعود، ولها من الأبناء الأمير سلمان، والأمير راكان.
- الأميرة لولوة بنت محمد.
- الأميرة هند بنت محمد. (متوفية) ولديها بنت الاميرة نوره بنت نايف بن فيصل
- الأميرة نوف بنت محمد. متزوجة من الأمير بندر بن سلمان بن محمد بن سعود بن فيصل آل سعود، ولها من الأبناء الأمير محمد، الأمير سعود متزوج من كريمة الأمير عبدالله بن سعود بن عبدالعزيز آل سعود ، الأمير خالد، والأمير عبد العزيز.
- الأميرة البندري بنت محمد. ولها من الأبناء الأمير محمد، الأمير مساعد، الأمير فهد، والأمير عبد العزيز.والاميرة شرف
- الأميرة سارة بنت محمد. متزوجة من الأمير سلمان بن محمد بن سعود الكبير، ولها من الأبناء الأمير محمد.
- الأميرة فلوة بنت محمد متزوجه من الامير عبدالله بن فهد بن محمد ولديها بنت الاميرة هند .
- الأميرة بهاء بنت محمد. متزوجة من الأمير تركي بن فهد بن سعود الكبير، ولها من الأبناء الأمير عبد العزيز.وا
- الأميرة أسماء بنت محمد. متزوجة من الأمير محمد بن فهد بن سعود الكبير، ولها من الأبناء الأمير فهد، والأمير أحمد والأمير عمر.
- الأميرة ريما بنت محمد.
- الأميرة عبير بنت محمد.